# Kanelbulle

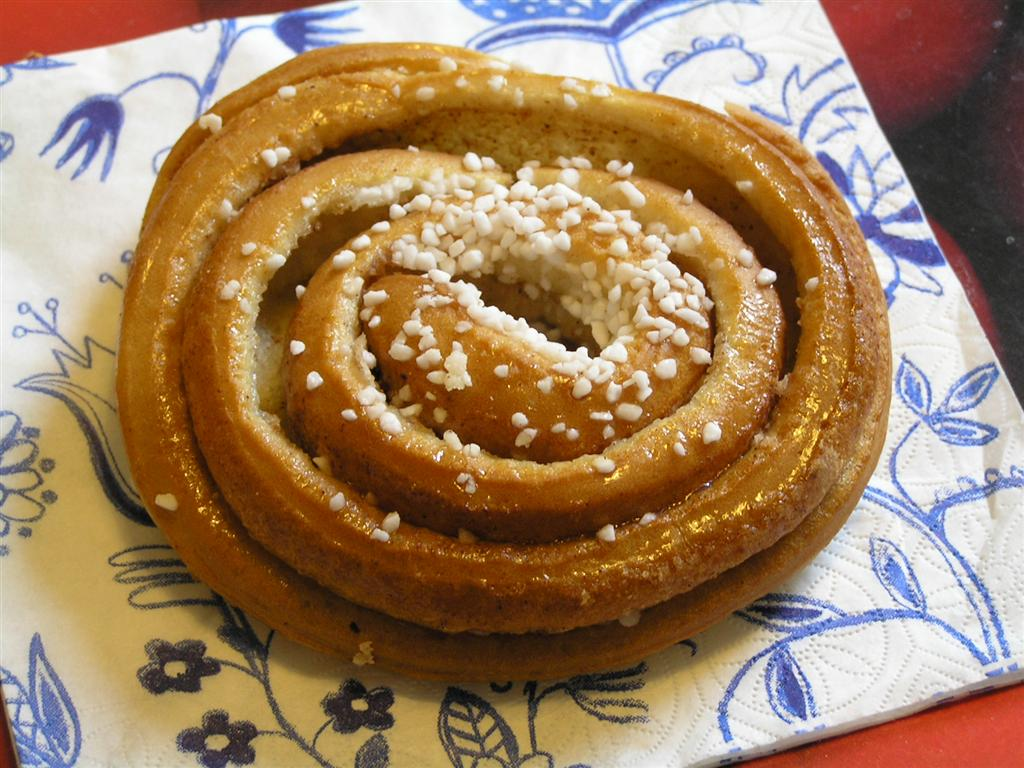
Kanelbulle

Die Kanelbulle (von Schwedisch kanel = Zimt und bulle = Schnecke/Hefeteilchen; Plural kanelbullar), eine Art Zimtschnecke, ist eine schwedische Backwarenspezialität. Sie ist eines der bekanntesten und beliebtesten Gebäcke Schwedens und wurde in den 1920er Jahren  eingeführt, als nach dem Ersten Weltkrieg die Verfügbarkeit von Backzutaten zunahm.
Die Kanelbulle besteht hauptsächlich aus Weizenmehl, Milch, Hefe, Zucker und Butter oder Margarine. Oft wird der Teig mit Kardamom gewürzt. Die Füllung besteht normalerweise aus Butter/Margarine, Zucker und Zimt; aber auch andere Gewürze, Früchte und Ähnliches sind möglich. Die bullar werden mit aufgeschlagenem Ei bestrichen und mit Hagelzucker bestreut.
Kanelbullar sind in der Regel rund, in Form einer Schnecke. Allerdings kommen auch andere Formen wie Doppelschnecken, Knoten und Brötchen vor. Zur Erhaltung der Form während des Gehens, Backens und Transportes werden die bullar häufig in gefaltete Papierformen, die man in jedem Lebensmittelladen kaufen kann, gelegt.
Kanelbullar gehören zu jedem Kaffeekränzchen und sind das Lieblingsgebäck vieler Kinder, die sie allerdings meist zusammen mit Milch genießen. Einer schwedischen Konvention zufolge muss der Kaffeegast als erstes so eine relativ sättigende Schnecke essen, ehe er sich bei den Tortenstücken und Plätzchen bedienen darf.
Im Jahre 1999 wurde vom Hembakningsrådet der „Tag der Kanelbulle“ (Kanelbullens dag) eingeführt, der jährlich am 4. Oktober (vor allem von der schwedischen Wirtschaft) gefeiert wird.
Die Kanelbulle wird in den Romanen von Astrid Lindgren als Zimtwecken beschrieben. Aufgrund der ähnlichen Form wird in Schweden auch oftmals das at-Zeichen @ als kanelbulle bezeichnet.